# Plogonnec
Plogonnec (tiếng Breton: Plogoneg) là một xã của tỉnh Finistère, thuộc vùng Bretagne, miền tây bắc Pháp.

## Dân số
Người dân ở Plogonnec được gọi là Plogonnecois hoặc Plogonistes.